# Grupo Desportivo de Ribeirão
El Grupo Desportivo de Ribeirão es un club de fútbol de Portugal. Fundado en 1968, actualmente compite en la Liga Regional de Braga, la quinta liga de fútbol más importante del país.

## Historia
Club fundado en el año 1968 en la villa de Ribeirão, en Vila Nova de Famalicão, ha participado en la Copa de Portugal en varias ocasiones, pero nunca han competido, sin embargo, en la Primeira Liga.

## Palmarés
- Tercera División de Portugal: 1

2002-03

## Jugadores destacados
- Ederson Moraes